# Joseph Schlecht

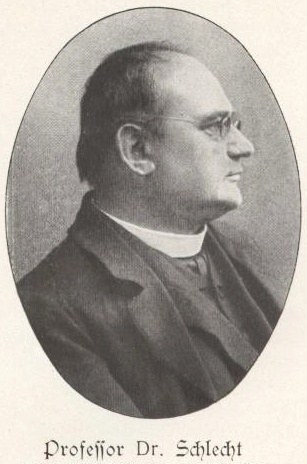
Prälat Joseph Schlecht

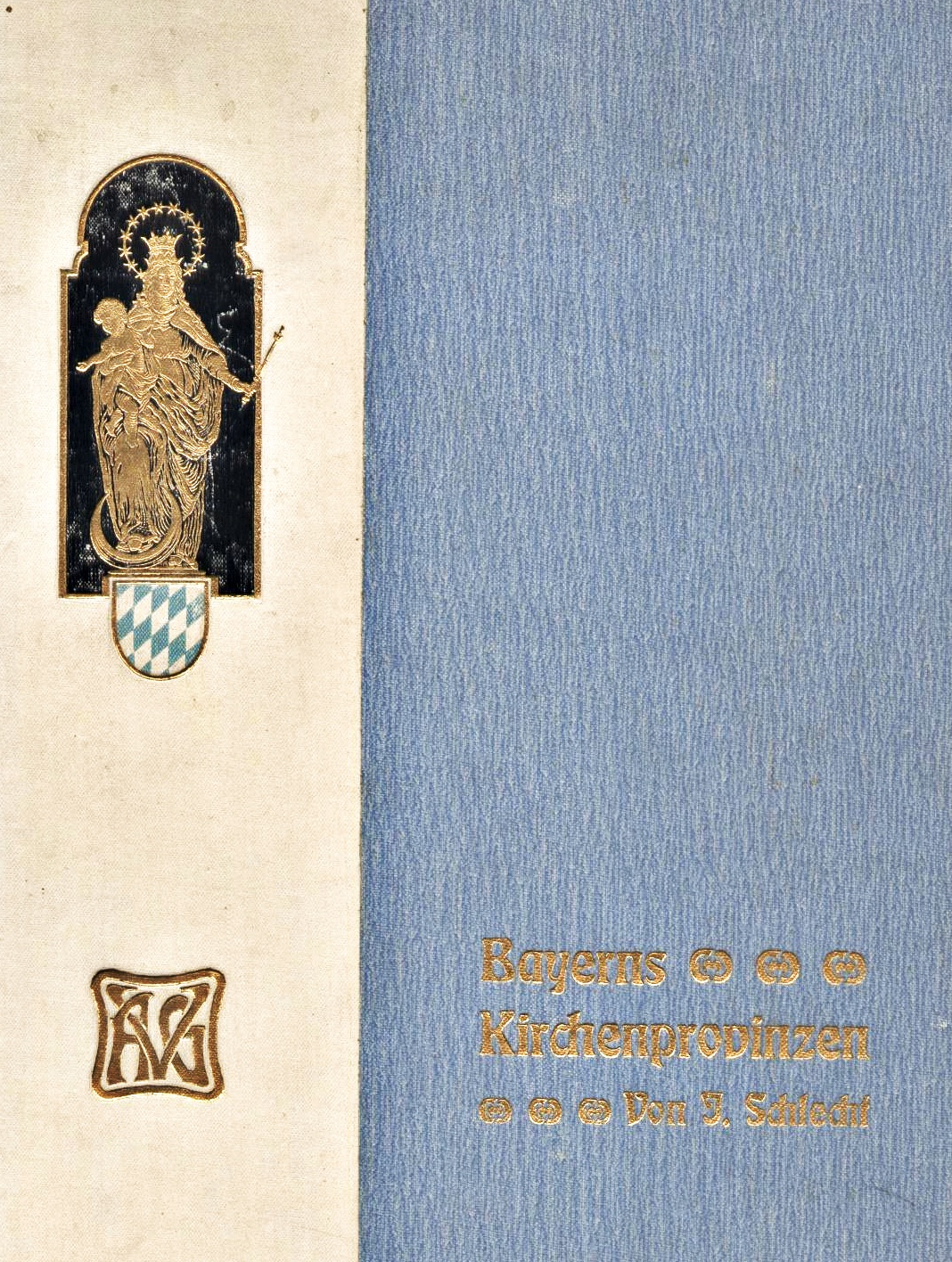
Bayerns Kirchenprovinzen, von Joseph Schlecht, 1902

Joseph Schlecht (* 16. Januar 1857 in Wemding; † 6. Mai 1925 in Freising) war ein deutscher katholischer Geistlicher, Lehrer und Historiker.

## Leben und Wirken
Schlecht erhielt seine Ausbildung an den bischöflichen Studienanstalten in Eichstätt, wo er am 6. Mai 1880 zum Priester geweiht wurde. Es schlossen sich neun Jahre als Seelsorger an, bevor er 1889 für zwei Jahre als Stipendiat an das Historische Institut der Görres-Gesellschaft nach Rom ging. 1891 wurde er an der Universität München zum Dr. phil. promoviert. Danach wurde er Dozent für Geschichte und Philologie am bischöflichen Lyzeum in Eichstätt, 1893 ging er an das königliche Lyzeum in Dillingen und von 1897 bis 1924 unterrichtete er am königlichen Lyzeum in Freising.
Sein wissenschaftliches Hauptarbeitsfeld waren der deutsche Humanismus und die Epoche der Reformation.
Schlecht war 1892 Mitgründer der katholischen Studentenverbindung Akademia-Eichstätt im KV sowie Ehrenmitglied der KV - Verbindung K.St.V. Ottonia München.
Joseph Schlecht trug die Ehrentitel Geheimer Regierungsrat, Päpstlicher Hausprälat und Erzbischöflicher Geistlicher Rat. In Freising ist eine Straße nach ihm benannt.

## Werke
Schlecht veröffentlichte eine ganze Reihe Schriften, zumeist kirchengeschichtlichen Inhalts. Zusammen mit Paul Maria Baumgarten (1860–1948) publizierte er im Auftrag der Österreichischen Leo-Gesellschaft zwischen 1899 und 1902 das 3-bändige Monumentalwerk Die katholische Kirche unserer Zeit und ihre Diener in Wort und Bild. Das dafür auch zusammengetragene bayerische Material verarbeitete Joseph Schlecht 1902 unter dem Titel Bayerns Kirchenprovinzen – Ein Überblick über Geschichte und gegenwärtigen Bestand der Katholischen Kirche im Königreich Bayern, nochmals zu einem separaten Buch. Beide Werke enthalten eine enorme Anzahl historischer Fotos und sind heute gesuchte kirchengeschichtliche Quellen. Er war zudem beteiligt am 1907/1912 herausgegebenen Kirchlichen Handlexikon von Michael Buchberger.